# Шопенгауэр, Артур
Арту́р Шопенга́уэр (нем. Arthur Schopenhauer, 22 февраля 1788, Гданьск, Речь Посполитая — 21 сентября 1860, Франкфурт-на-Майне, Германский союз) — немецкий философ. Один из самых известных мыслителей иррационализма, мизантроп. Тяготел к немецкому романтизму, увлекался мистикой. Основной философский труд — «Мир как воля и представление» (нем. Die Welt als Wille und Vorstellung, 1818), комментированием и популяризацией которого Шопенгауэр занимался до самой смерти. Ввиду широкого изучения Шопенгауэром восточных традиций, его миропредставления тесно переплетаются с положениями буддизма.
Очень высоко оценивал основные работы Иммануила Канта, называя их «самым важным явлением, какое только знает философия в течение двух тысячелетий», ценил философские идеи буддизма (в его кабинете стояли бюст Канта и бронзовая статуэтка Будды), Упанишад, а также Эпиктета, Цицерона и других. Критиковал своих современников Гегеля и Фихте. Называл существующий мир, в противоположность софистическим, как он выражался, измышлениям Лейбница, — «наихудшим из возможных миров», за что получил прозвище «философа пессимизма».
Произведённый Шопенгауэром метафизический анализ воли, его взгляды на человеческую мотивацию (именно он впервые употребил этот термин) и желания, афористичный стиль письма оказали влияние на многих известных мыслителей, включая Фридриха Ницше, Рихарда Вагнера, Людвига Витгенштейна, Эрвина Шрёдингера, Альберта Эйнштейна, Зигмунда Фрейда, Отто Ранка, Карла Юнга, Льва Толстого и Хорхе Луиса Борхеса.

## Биография

### Ранние годы, детство и происхождение
Артур Шопенгауэр родился 22 февраля 1788 года в Гданьске. Отец Генрих Флорис Шопенгауэр (1747—1805) состоятельный торговец и коммерсант в Гданьске. Мать Иоганна Шопенгауэр (урождённая Трозинер; 1766—1838) дочь торговца и олдермена, также родилась в Гданьске. Дед по отцовской линии, Андреас Шопенгауэр (1720—1793) богатый торговец в Гданьске. Бабушка по отцовской линии, Анна Рената Шопенгауэр (урождённая Сурман; 1726—1804) дочь Хендрика Сурмана (1700—1775), голландского купца и посла Нидерландов в Ганзейском городе Данциге. Дед по материнской линии, Кристиан Генрих Трозинер (1730—1797) торговец и советник из среднего сословия в Данциге. Бабушка по материнской линии, Элизабет Трозинер (урождённая Леманн; 1745—1818) дочь фармацевта Георга Леманна (ум. 1762) и его жены Сюзанны Конкордии Леманн (урождённой Нейман; род. 1718). Прадед по отцовской линии, Иоганн Шопенгауэр (1670—после 1724) был упомянутым купцом в Гданьске. 
В 1793 году, в результате второго польского раздела, семья переехала в Гамбург. 
В 1797 году родилась его сестра Адель Шопенгауэр (1797―1849).

### Образование торговца
Проходил обучение в коммерческом училище в Гамбурге под руководством Иоганна Генриха Кристиана Рунге. Его друзьями были будущий министр Карл Годеффрой, а позже торговец вином и сенатор Георг Кристиан Лоренц Мейер. С 1803 по 1804 год совершил, совместную с отцом, продолжительную образовательную поездку по Европе (Голландия, Англия, Франция, Швейцария, Австрия, Силезия и Пруссия).
С сентября по декабрь 1804 года по просьбе отца Шопенгауэр поступил в ученики к торговцу в Гданьском торговом доме Якоба Кабруна.
В 1805 году они вернулись в Гамбург, и продолжил своё торговое ученичество в компании Мартина Иоганна Йениша, 20 апреля того же года отец был найден мёртвым во Флите за своим домом. 
В 1806 году его мать переехала в Веймар с его младшей сестрой, впоследствии писательницей Адель Шопенгауэр. Иоганна Шопенгауэр была одной из первых писательниц, написавших романы, а также является автором, например трактата, по истории искусства; посвященного масляной живописи Ван Эйка. В Веймаре она должна была управлять широко разрекламированным салоном, в котором также работал Гёте. Оставшись один в Гамбурге, Артур теперь был волен решать, хочет ли он послушно продолжить своё торговое учение или продолжить свою склонность к духовной профессии[значимость факта?].
Он покинул Веймар, чтобы стать студентом Геттингенского университета осенью 1809 года. Его наставник, филолог Франц Пассов, посоветовал ему учиться у философа Готлоба Эрнста Шульце, который был профессором в Гёттингене. Также Геттинген был известен как более современный и научно ориентированный, с меньшим вниманием, уделяемым теологии.

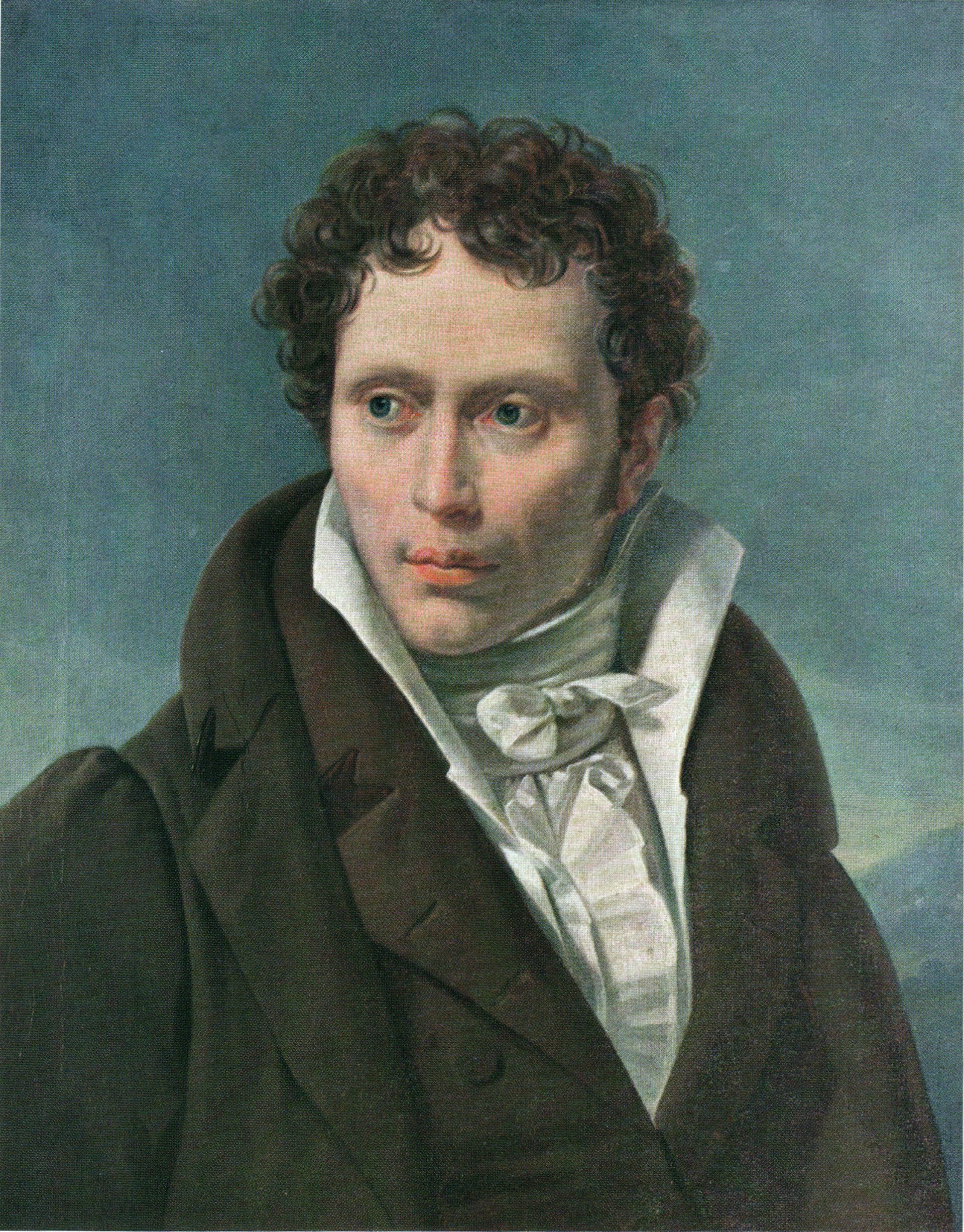
Портрет 29-летнего Артура Шопенгауэра кисти Л. Руля

## Черты характера и образ жизни
Артур Шопенгауэр жил старым холостяком (в Европе того времени это возраст неженатого мужчины свыше 25 лет), славился своей внутренней, душевной свободой, пренебрегал элементарными жизненными благами, здоровье ставил на первое место, отличался резкостью суждений. Был честолюбив и крайне мнителен. Отличался недоверием к людям и крайней подозрительностью. Временами его охватывал по вымышленным и вполне реальным поводам ужас: в 1813 году опасается воинского призыва; чтобы не сгореть, останавливается всегда на нижнем этаже; бежит из Неаполя в страхе перед оспой; отступает из Берлина во Франкфурт, напуганный холерой; покидает Верону уверенный, что ему подсунули отравленный нюхательный табак; спит с оружием в руках, вскакивая с мечом при малейшем шорохе, и прячет в потайные углы ценные вещи от грабителей.
Помимо своего родного языка свободно владел латинским, английским, французским, итальянским и испанским языками. Больше всего времени проводил в кабинете своей двухкомнатной квартиры, где его окружали бюст Канта, портреты Гёте, Декарта и Шекспира, бронзовая позолоченная тибетская статуя Будды, шестнадцать гравюр на стенах с изображением собак.
В библиотеке Шопенгауэра было 1375 книг. Однако Шопенгауэр весьма критически относился к чтению — в своём произведении «Parerga und Paralipomena» он писал, что чрезмерное чтение не только бесполезно, так как читатель в процессе чтения заимствует чужие мысли и хуже их усваивает, чем если бы додумался до них сам, но и вредно для разума, поскольку ослабляет его и приучает черпать идеи из внешних источников, а не из собственной головы. Шопенгауэр с презрением относился к «философам» и «учёным», деятельность которых в основном состоит из цитирования и исследования книг (чем, например, известна схоластическая философия) — он выступает за самостоятельное мышление.
Из книг у Шопенгауэра наибольшей любовью пользовались Упанишады в переводе с санскрита на латынь.

## Философия

### Эстетический мистицизм Шопенгауэра
Если мир есть «арена, усеянная пылающими угольями», которую нам надлежит пройти, если правдивейшим его изображением служит «Ад» Данте, то причиной этому служит то, что «воля к жизни» непрестанно порождает в нас неосуществимые желания; являясь активными участниками жизни, мы становимся мучениками; единственным оазисом в пустыне жизни служит эстетическое созерцание: оно анестезирует, притупляет на время гнетущие нас волевые импульсы, мы, погружаясь в него, как бы освобождаемся от ярма гнетущих нас страстей и прозреваем в сокровенную сущность явлений… Прозрение это интуитивное, иррациональное (сверхразумное), то есть мистическое, но оно находит себе выражение и сообщается другим людям в форме артистической художественной концепции мира, которую даёт гений. В этом смысле Шопенгауэр, признавая ценность за научной доказательностью в сфере теории познания, в то же время видит в эстетической интуиции гения высшую форму философского творчества: «Философия — это художественное произведение из понятий. Философию так долго напрасно искали потому, что её искали на дороге науки вместо того, чтобы искать её на дороге искусства».

### Теория познания
Теория познания изложена у Шопенгауэра в его диссертации: «О четверояком корне закона достаточного основания». В познании могут быть два односторонних стремления — сводить число самоочевидных истин к чрезмерному минимуму или чрезмерно умножать их. Оба эти стремления должны уравновешивать друг друга: второму следует противопоставить принцип гомогенности: «Entia praeter necessitatem non esse multiplicanda», первому — принцип спецификации: «Entium varietates non temere esse minuendas». Только принимая в расчёт сразу оба принципа, мы избежим односторонности рационализма, стремящегося всё познание извлечь из какого-нибудь A=A, и эмпиризма, останавливающегося на частных положениях и не достигающего наивысших ступеней обобщения. Исходя из этого соображения, Шопенгауэр переходит к анализу «закона достаточного основания», чтобы выяснить природу и число самоочевидных истин. Исторический обзор тех толкований, которые давали прежде закону достаточного основания, обнаруживает многие неясности, из которых важнейшая, замечаемая у рационалистов (Декарт, Спиноза), заключается в смешении логического основания (ratio) с фактической причиной (causa). Чтобы устранить эти неясности, надо прежде всего указать на ту коренную особенность нашего сознания, которой определяются главные разновидности закона достаточного основания. Это свойство сознания, образующее «корень закона достаточного основания», есть неотделимость субъекта от объекта и объекта от субъекта: «все наши представления суть объекты субъекта и все объекты субъекта суть наши представления. Отсюда вытекает, что все наши представления находятся между собой в закономерной связи, которую можно определить a priori в том, что касается формы; в силу этой связи ничто изолированное и независимое, одиноко, особняком стоящее, не может стать нашим объектом» (в этих словах Шопенгауэр почти буквально воспроизводит формулу идеализма, какую даёт Фихте в трёх теоретических положениях «Наукоучения»). Из «корня» разветвляются четыре вида закона достаточного основания.
- Закон достаточного основания «бывания» (principium rationis sufficientis fiendi) или закон причинности.
- Закон достаточного основания познания (principium rationis sufficientis cognoscendi). Все животные обладают умом, то есть инстинктивно упорядочивают ощущения в пространстве и времени и руководствуются законом причинности, но ни одно из них, за исключением человека, не обладает разумом, то есть способностью из конкретных единичных представлений вырабатывать понятия — представления, отвлечённые от представлений, мыслимые и символически обозначаемые словами. Животные неразумны — не обладая способностью к выработке общих представлений, они не говорят и не смеются. Способность образовывать понятия весьма полезна: понятия содержанием беднее единичных представлений, они являются в нашем уме заместителями целых классов, заключающихся под ними видовых понятий и единичных объектов. Такая способность при помощи одного понятия охватывать мыслью существенные признаки объектов, не только непосредственно данных, но также принадлежащих и прошедшему, и будущему, возвышает человека над случайными условиями данного места и времени и даёт ему возможность размышлять, между тем как ум животного почти всецело прикован к потребностям данного мгновения, его духовный горизонт и в пространственном, и во временном смысле чрезвычайно узок, человек же в рефлексии может даже «отмыслить прочь» самое пространство.
- Закон достаточного основания бытия (pr. rationis sufficientis essendi).
- Закон мотивации (princ. rationis sufficientis agendi). Наши воления предваряют наши действия, причём влияние мотива на поступок познаётся не извне опосредствованным образом, как другие причины, но непосредственно и изнутри, поэтому мотивация есть причинность, рассматриваемая изнутри.

Соответственно четырём типам закона существует четыре вида необходимости: физическая, логическая, математическая и моральная (то есть психологическая).
Указанное подразделение закона достаточного основания на четыре типа может быть положено в основу классификации наук:
1. Науки чистые или априорные:
  - Учение об основании бытия:
    - в пространстве: геометрия;
    - во времени: арифметика, алгебра.

  - Учение об основании познания: логика.
2. Науки эмпирические или апостериорные: все основаны на законе достаточного основания бывания в его трёх формах:
  - учение о причинах:
    - общих: механика, физика, химия;
    - частных: астрономия, минералогия, геология;

  - учение о раздражениях:
    - общих: физиология (а также анатомия) растений и животных;
    - частных: зоология, ботаника, патология etc.;

  - учение о мотивах:
    - общих: психология, мораль;
    - частных: право, история[10].

### Метафизика
К гносеологическому учению Шопенгауэра примыкает его метафизическое воззрение на волю как сущность бытия. В 1813 г., когда Шопенгауэр заканчивал свою первую работу, его отношение к «вещи в себе» вообще было сдержанным: он говорит о «подозрительном» понятии «вещи в себе» и указывает на его противоречивый характер. В книге «Мир как воля и представление» оказывается, что этому понятию соответствует некоторое положительное содержание. Для нашего интеллекта дан лишь мир-представление, но непосредственное чувство внутренним путём вводит нас в сущность всякого бытия, в волю. Наше тело знакомит нас и с физическими, и с психическими переменами: в движениях его нам нередко дана причинность в форме и бывания, и мотивации. Вот тут-то в актах, совершаемых нами одновременно по механической причинности и по мотивам, нам непосредственно становится очевидным, что общим корнем и физического, и психического является мировая воля. Очевидность эта есть самоочевидность — она не нуждается в логическом обосновании, тем не менее бесчисленное множество фактов, вся структура мира-представления убедительно говорит нашему чувству, что это так. Какими же чертами характеризуется мировая воля? 1) Она алогистична: ей чужды наши законы достаточного основания — пространство, время, причинность и подчинённость законам мысли. 2) Она бессознательна: раз сознание есть условие существования мира-представления, воля, как потусторонняя сущность мира, должна быть чем-то лежащим вне условий сознания, чем-то бессознательным. 3) Она едина: раз principia individuationis (пространство и время) неприложимы к сущности явлений, последняя должна быть единой. 4) К ней, строго говоря, неприложимы и понятия духовного, и материального — она представляет нечто возвышающееся над этими противоположностями, не поддающийся логически-точному определению claire-obscure в области понятий: слепое стихийное побуждение, движение и в то же время стремление к жизни, к бытию в индивидуальных чувственных формах. Титаническая борьба сил в неорганической природе, вечное зарождение новой жизни, жадное, непрерывное, безмерно-изобильное в природе (гибель бесчисленного множества зародышей) — всё это свидетельствует о непрестанном распадении или воплощении единой вневременной и внепространственной воли во множестве индивидуальностей.
Хотя мировая воля едина, но в мире-представлении её воплощения образуют ряд ступеней объективации. Низшей ступенью объективации является косная материя: тяжесть, толчок, движение и т. д. представляют аналог влечениям — в основе их, как внутреннее ядро так называемых материальных явлений, лежит воля, единая сущность мира. Органические формы растительные и животные возникли из низших видов материи, но их происхождение не сводимо к физико-химическим процессам: вся природа образует устойчивую иерархию сущностей; этим ступеням воплощения воли соответствует мир неподвижных образов для воплощения воли, мир Идей в Платоновском смысле слова. Описывая ступени объективации воли в природе, Шопенгауэр отмечает в ней удивительную целесообразность, проявляющуюся в соответствии строения организма окружающей среде, соответствии органов животных и растений их назначению, в изумительной полезности инстинктов и, наконец, в явлении симбиоза. К этому следует, однако, добавить, что целесообразные продукты природы целесообразны лишь в весьма условном и ограниченном смысле слова: в растительном и животном мире (включая как высшую ступень объективации воли — человека) происходит ожесточённейшая борьба всех против всех — воля, распадаясь на множественность индивидуумов, как бы приходит в столкновение в своих частях за обладание материей. Следовательно, в конечном итоге организованный мир, при всём относительном соответствии своего устройства условиям существования, обречён на жесточайшую борьбу, происходящую между особями и группами за обладание материальными благами, что является источником величайших страданий.
Шопенгауэр был трансформистом, то есть предполагал происхождение высших животных форм из низших, а последних из косной материи путём generatio aequivoca. Возникает вопрос, как совместить идеализм с эволюционизмом? Ведь сознание появилось в мире лишь с появлением животных. Его нет у минералов, у растений есть лишь quasi-сознание, лишённое познания. Как же объяснить эти существования до сознательного бытия? Шопенгауэр отвечает: «Предшествовавшие всякой жизни на земле геологические перевороты не существовали ни в чьём сознании, ни в собственном, которого у них нет, ни в чужом, ибо его тогда не было. Следовательно, за отсутствием всякого субъекта, они вовсе не имели объективного существования, то есть их вообще не было, или что же после этого должна означать их прошедшая бытность?» «Оно (то есть объективное существование) в сущности гипотетично, то есть если бы в то первоначальное время существовало сознание, то в нём изображались бы такие процессы. К этому приводит каузальный регресс явлений, следовательно, в вещи в себе заключалась необходимость изображаться в таких процессах». "Итак, вся эволюция досознательного мира обладает эмпирической реальностью, как регрессивно строящаяся моим научным воображением перспектива прошлого мира, при этом в вещи в себе заложена возможность именно таких, а не иных форм этой иллюзорной, но строго закономерной объективации природы в ряде ступеней. За растениями, обладающими quasi-сознанием без познания, следуют, как высшая ступень объективации, животные, как существа, обладающие умом, а из последних (по всей вероятности, из орангутанга или шимпанзе) возник и человек, обладающий разумом. В человеческих индивидуумах воля находит себе окончательное и полное воплощение: не человечеству, как роду, но каждому человеку соответствует особая Идея или потенция в мировой воле; следовательно, в человеке воля индивидуализируется во множественности единичных «умопостигаемых характеров».
В психологическом учении Шопенгауэра часто отмечали противоречие между его идеалистической теорией познания и материалистическим описанием взаимодействия физического и психического (мышление для мозга то же, что пищеварение для желудка, в философии Канта надо везде на место «познавательная способность» ставить «мозг» и т. п.). Эти упрёки, делаемые философу, едва ли основательны, если допустить понятие воли, как психоматерии. Самое первичное, исконное, коренное в человеке — то, чем характеризуется его сущность, это — воля (чувствования и страсти Шопенгауэр включает в понятие воли, в противоположность познавательным процессам). Интеллект — другая основная психическая способность — играет по отношению к воле служебную роль. Нами постоянно руководит воля — она всячески влияет на интеллект, когда он расходится с её стремлениями. Шопенгауэр не находит достаточно ярких красок, чтобы показать, как часто страсть фальсифицирует доказательность доводов разума (см. его статью «Эристика»). «Здоровый слепец, несущий на плечах немощного зрячего» — вот символ отношения воли к познанию. Господство воли над интеллектом и её вечная неудовлетворённость является источником того, что жизнь человека есть непрерывный ряд страданий: разлад между разумом и ненасытной волей — вот корень пессимистического взгляда Шопенгауэра на жизнь. Шопенгауэр, по замечанию Э. Гартмана, не подвергает проблему пессимизма методическому исследованию, но даёт ряд ярких картин бедствий человечества, картин, поражающих нередко силой изображения, но односторонних в смысле беспристрастной оценки жизни. Важнейшие его доводы сводятся к указанию на непрочность, мимолётность наслаждений и на их иллюзорный характер. Неудовлетворённость составляет главную подкладку наслаждения. Как только желаемое достигнуто нами, снова возникает неудовлетворённость, и мы вечно переходим от страдания к скуке и обратно через кратковременные промежутки неполного удовлетворения. Но этого мало, самое удовольствие не реально — страдание есть нечто положительное, удовольствие же сводится к простому контрасту с минувшим страданием, то есть к непродолжительному отсутствию страдания. Прелесть молодости, здоровья и свободы, лучших даров жизни, начинает ощущаться нами лишь после потери их. К этому следует прибавить всю ту массу зла, которую вносит в мир несчастный случай, человеческие эгоизм, глупость и злоба. Честные, умные и добрые люди — редкое исключение. Прекрасная душа подобна «четырёхлистному клеверу»: она чувствует себя в жизни, как «благородный политический преступник на каторге среди обыкновенных преступников». Если в индивидуальной жизни не может быть истинного счастья, то ещё в меньшей степени можно ожидать такового для всего человечества. История есть калейдоскоп случайностей: в ней нет никакого прогресса, никакого плана, человечество неподвижно. Даже умственный прогресс, не говоря о нравственном, Шопенгауэр подвергает сильному сомнению. Немногими оазисами в земном существовании служат философия, наука и искусство, а также сострадание другим живым существам. По Шопенгауэру, распадение воли на множественность индивидуальных существований — утверждение воли к жизни есть вина, и искупление её должно заключаться в обратном процессе — в отрицании воли к жизни. Относясь презрительно к иудейской религии, Шопенгауэр, однако, высоко ценит сказание о грехопадении (это «блестящий пункт»). В связи с этим взглядом у Шопенгауэра можно найти своеобразное воззрение на половую любовь. В этом явлении просвечивает метафизическая основа жизни. Любовь есть неудержимый инстинкт, могучее стихийное влечение к продолжению рода. Влюблённый не имеет себе равного по безумию в идеализации любимого существа, а между тем всё это «военная хитрость» гения рода, в руках которого любящий является слепым орудием, игрушкой. Привлекательность одного существа в глазах другого имеет в основе своей благоприятные данные для произведения на свет хорошего потомства. Когда природой эта цель достигнута, иллюзия мгновенно рассеивается. Такой взгляд на любовь между полами, естественно, делает женщину главной виновницей зла в мире, ибо через неё происходит постоянное новое и новое утверждение воли к жизни. Природа, создавая женщину, прибегла к тому, что на театральном жаргоне называется «трескучим эффектом». «Узкоплечий, широкобёдрый, низкорослый пол» лишён всякой истинной оригинальности духа, женщины не создали ничего истинно великого, они легкомысленны и безнравственны. Женщины, как и дети, должны состоять под опекой государства.
Итак, подтверждение воли к жизни ведёт человечество лишь к бедствиям. Философское познание, а также эстетическое созерцание, мораль сострадания и аскетический «квиетив воли» смягчают тягостность существования и содействуют облегчению процесса искупления.

### Эстетика
С раннего детства Шопенгауэр, имея возможность путешествовать, мог развивать свой эстетический вкус, а чувство красоты пробудилось в нём с особенной силой при знакомстве с классическим миром. Учителем греческого языка в Веймаре у Шопенгауэра был хороший классик; под его руководством Шопенгауэр изучал Гомера, и его безмерное восхищение перед античным гением выразилось в курьёзном парафразе «Отче наш» («Отче наш, Гомер, …»). В эстетическом наслаждении впоследствии Шопенгауэр нашёл великое облегчение в житейских невзгодах: оно оазис в пустыне жизни. Сущность искусства сводится к наслаждению безвольным созерцанием вечно совершенных Архетипов-Идей и мировой воли; идей, поскольку последние находят себе выражение в образах чувственной красоты. Сами идеи вневременны и внепространственны, но искусство, пробуждая в нас чувство красоты в прекрасных образах, даёт нам возможность прозревать сверхразумным мистическим путём сокровенную сущность мира. Отдельные искусства и их роды соответствуют преимущественно отображению определённой ступени объективации мировой воли. Так, например, архитектура и гидравлика, применённые с художественной целью (искусственные водопады, фонтаны), отображают низшие ступени объективации воли в мире — в них проявляется в эстетической оболочке идея тяжести. Изящное садоводство и ландшафтная живопись символизируют растительный мир. Скульптура животных (Шопенгауэр вспоминает о ватиканской коллекции) — следующую ступень объективации. Наконец, человеческий дух, помимо скульптуры и живописи, находит наиболее полное выражение в поэзии, особенно в драме и трагедии, которые и раскрывают перед нами истинное содержание и смысл человеческой жизни. Трагедии — истинная противоположность всякого филистерства. Так называемая поэтическая справедливость придумана филистерами, «дабы добродетель хоть в конце концов дала бы какую-нибудь прибыль». Греческие трагики, «Фауст» Гёте, Шекспир, Байрон с его «Каином», «Inferno» Данте приводятся Шопенгауэром как наивысшие образцы поэзии. Но есть ещё одно искусство, самое высокое среди всех других, это — музыка. В своей эстетике Шопенгауэр ограничивается преимущественно указанием метафизического содержания искусства, сравнительно менее он останавливается на формальных условиях красоты; на исторической эволюции прекрасного Шопенгауэр вовсе не останавливается. В 1851 году им публикуется сборник эссе по эстетике «Parerga und paralipomena», который сыграл большую роль в дальнейшем становлении Шопенгауэра. Тогда же он пишет сочинение «Tractatus ad mentula», опубликованное посмертно. 

#### Музыка
Музыка не есть выражение какой-нибудь ступени объективации воли, она есть «снимок самой воли», она есть полнейшее мистическое выражение её глубочайшей сущности. Поэтому связывать музыку с текстом, делать её орудием для выражения специальных чувствований (например, в опере) — это значит сужать её значение: она воплощает в себе (например, в симфонии Моцарта) волю во всей её полноте. Но так как в основе музыки используется интонация, то музыка отчасти обращается к запечатлённым в нашем бессознательном интонациям, с их эмоциональным содержанием, связанным со словом, при этом оставаясь абстрактной и вне субъективной.  
Шопенгауэр делает большой упор на связь функций музыкальной ткани и воплощений объективированной воли. Бас как планетарная масса, а звуки мелодии как воплощение тонких порывов человеческой души. При этом Шопенгауэр даёт эстетические установки на звучание: в басу нельзя быстрой рулады и трелей; уход от темперации, как порождение уродливых монстров.

### Теория смешного
Высоко ценя трагическое в искусстве, Шопенгауэр отводит надлежащее место и комическому, предлагая особую теорию смешного. Смешное должно было обратить на себя внимание Шопенгауэра как эстетическое освещение мировой дисгармонии. Сущность смешного заключается в неожиданном подведении известного конкретного факта, известной интуиции под несоответствующее ему общее понятие.

Всё смешное можно выразить в форме силлогизма, где бо́льшая посылка неоспорима, а меньшая неожиданна и проскальзывает, так сказать, в рассуждение незаконным путём.
Так, например, однажды, когда в Париже было запрещено пение «Марсельезы», театральная публика стала требовать от актёров, чтобы они её исполнили. На сцене появился жандарм и заявил шумящей толпе, что на сцене не должно появляться ничего такого, что не значится в афише. «А вы-то сами значитесь на афише?!» — крикнул кто-то из публики, чем и вызвал смех в театре.
Шопенгауэр делит область смешного на два вида. Первый, когда различные реальные объекты объединяются в едином понятии, он называет остроумием.

Король посмеялся над неким гасконцем, который был легко одет в холодную погоду, на что последний заметил: «Если бы вы надели то же, что и я, вы бы нашли это очень теплым». На вопрос о том, что же он надел, гасконец заявил: «Весь свой гардероб».
Здесь смешным является то, что выражение «весь гардероб» для огромного гардероба короля и для нищего гасконца означает очень разное, несмотря на то, что оба предмета описываются одним именем. Примерно на том же механизме основаны каламбуры.
Вторым видом смешного Шопенгауэр считает глупость, в особенности педантичную глупость.
Шопенгауэр также предложил свою типологию смешного. Он различает шутку (преднамеренно и демонстративно смешное), и иронию (шутку, оформленную как нечто серьёзное (что усиливает комический эффект, а иногда и служит его причиной)).

### Этика
Кроме художественного прозрения в сущность мира, есть ещё другой путь к освобождению себя от страданий, это — углубление в моральный смысл бытия. Πρῶτον ψεῦδος Канта — голословное принятие абсолютной обязательности нравственного закона, на самом деле нравственный закон гипотетичен, а не категоричен: его императивный характер Кант заимствовал у Моисея; на самом деле категорический императив — фетиш. «Морали приходится иметь дело с действительными поступками человека, а не с априористической постройкой карточных домиков…». Кроме бессодержательного формализма, этика Канта страдает ещё, по мнению Шопенгауэра, тем, что ограничивается исследованием только моральных отношений между людьми, совершенно забывая о животных.
Моральную проблему Шопенгауэр тесно связывает с вопросом о свободе воли. Воля едина, но, как сказано, она включает в себя мистическим образом множественность потенций объективации в виде Идей и, между прочим, некоторую множественность «умопостигаемых характеров», численно равную числу человеческих индивидуумов в опыте.
Этот «умопостигаемый характер» каждого человека, кроющийся в единой воле, напоминает «homonoumenon» Канта. Характер каждого человека в опыте строго подчинён законам достаточного основания, строго детерминирован. Ему свойственны следующие черты:
1. Oн прирождён, мы появляемся на свет, наследуя строго определённый характер от отца, умственные свойства от матери. Трусы рождают трусов, подлецы — подлецов.
2. Он эмпиричен, то есть по мере нашего развития мы постепенно узнаём его и иногда против собственного ожидания открываем в себе какие-то присущие нам черты характера.
3. Он постоянен. В своих существенных чертах характер неизменно сопровождает человека от колыбели до могилы; великий знаток человеческого сердца Шекспир именно такими изображает своих героев.

Поэтому нравственное воспитание с точки зрения Шопенгауэра, строго говоря, невозможно; американская пенитенциарная система тюремного заключения, состоящая в стремлении не исправить морально преступника, а заставить его быть полезным обществу, единственно правильна.
Воля человека, как эмпирической личности, строго детерминирована. Когда нам кажется, что мы можем в известном случае поступить, как нам угодно, то есть располагаем абсолютно свободным выбором, то в этом случае нас можно уподобить воде, которая рассуждала бы следующим образом: «Я могу вздыматься высокими волнами (да, но в море и во время бури!), могу стремительно течь (да, именно в русле реки!), могу низвергаться с пеной и шумом (да, в водопаде!), могу свободной струёй подниматься в воздухе (да, в фонтане!), могу, наконец, выкипеть и испариться (да, при соответствующей температуре!); однако теперь я ничего не делаю, а остаюсь добровольно спокойной и ясной в зеркальном пруду». Итак, каждое звено в цепи поступков, образующих жизнь отдельного человека, строго обусловлено и предопределено причинной связью, весь его эмпирический характер детерминирован. Но та сторона воли, которая кроется в «умопостигаемом характере» человека, и, следовательно, принадлежит воле, как вещи в себе, внепричинна, свободна, ей присуща aseitas. Воплощение умопостигаемого характера в эмпирический, представляющее довременный свободный акт воли, и есть та первоначальная вина её, что, по мнению Шопенгауэра, удачно выражено христианством в учении о грехопадении. Вот почему чувство свободы воли и нравственной ответственности ищется в каждом человеке, оно имеет метафизическое основание во вневременном утверждении воли к жизни в умопостигаемом характере. Утверждение воли к жизни есть исконная вина каждого индивидуума, отрицание воли к жизни — единственный путь к искуплению. Это учение о свободе воли заключает в себе противоречия: воля в себе вневременная, между тем она совершает акт свободного выбора; она едина, а между тем заключает в себе множественность умопостигаемых характеров, и т. п. Но, отмечая этот факт, не следует забывать, что сам Шопенгауэр считался с ним. В письме к Беккеру (см. книгу Фолькельта «Артур Шопенгауэр, его личность и учение», русский перевод, стр. 332) он пишет: «Свобода — это такая мысль, которая, хотя мы её и высказываем и отводим ей известное место, на самом деле не может быть нами отчётливо мыслима. Следовательно, учение о свободе мистично».
Человеческой деятельностью руководят три главных мотива: злоба, эгоизм и сострадание. Из них только последний есть мотив моральный. Представим себе двух молодых людей A и B, из которых каждый хочет и может безнаказанно убить соперника в любви, но затем оба отказываются от убийства; A мотивирует свой отказ предписаниями этики Канта, Фихте, Хатчесона, Адама Смита, Спинозы, B же просто тем, что пожалел противника. По мнению Шопенгауэра, более нравственными и чистыми были побуждения В. Признание сострадания единственным мотивом моральной деятельности Шопенгауэр обосновывает психологически и метафизически. Раз счастье — химера, то и эгоизм, как стремление к призрачному благу, сопряжённое с утверждением воли к жизни, не может быть моральным двигателем. Раз мир во зле лежит, и человеческая жизнь преисполнена страданий, остаётся лишь стремиться к облегчению этих страданий путём сострадания. Но и с метафизической точки зрения сострадание есть единственный моральный мотив поведения. В деятельном сострадании, приводящем нас к самоотречению, к забвению о себе и своём благополучии во имя чужого блага, мы как бы снимаем эмпирические границы между своим и чужим «я». Глядя на другого, мы как бы говорим: «Ведь это ты же сам». В акте сострадания мы мистическим образом прозреваем в единую сущность мира, в одну волю, лежащую в основе призрачной множественности сознаний. По поводу первого соображения Шопенгауэра следует заметить, что, говоря о сострадании как моральном принципе, он отвергает сорадование как психологическую невозможность: если радость иллюзорна, естественно, что и сорадование немыслимо. Поэтому, говоря о деятельной любви, Шопенгауэр всегда разумеет любовь в односторонней форме сострадания, между тем как фактически это гораздо более сложное явление. С указанием на сострадание как на путь к отрицанию воли к жизни Шопенгауэр соединяет проповедь аскезы. Аскеза, то есть пренебрежение всем, привязывающим нас к плотскому, земному, приводит человека к святости. Христианство постольку истинно, поскольку оно есть учение об отречении от мира. Протестантизм — «выродившееся христианство», это «религия любящих комфорт женатых и просвещённых лютеранских пасторов». Святость подготовляет нас к полному уничтожению в виде плотской индивидуальности. По мнению Шопенгауэра, однако, простое самоубийство ещё не есть истинное моральное отрицание воли к жизни. Очень часто, наоборот, самоубийство бывает конвульсивным выражением жадного, но не удовлетворённого утверждения воли к жизни. В этом смысле оно недостаточно для подготовки нас к блаженству погружения в небытие. Конечный пункт системы Шопенгауэра — учение о Нирване — небытии воли, отрёкшейся от жизни. Это небытие не есть голое отрицание бытия, это — какое-то «claire-obscure» между бытием и небытием. Возвратившаяся в своё лоно воля — это «царство благодати». В нём, сверх того, Шопенгауэр считает не невозможным сохранить и тень индивидуальной воли, какой-то суррогат бессмертия не сознания индивидуума, но его потенции, его умопостигаемого характера, как некоторого оттенка в единой воле. Отсюда видно, что введение единой воли, как вещи в себе, с логической необходимостью порождает в системе Шопенгауэра цепь противоречий. Иррационализм проходит по всем разделам философии Шопенгауэра от метафизики до философии религии. В этом смысле весьма характерно его заявление, что ему симпатичнее в религии «супернатуралисты», чем «рационалисты» — эти «честные люди», но «плоские ребята» (см.: Фолькельт).
Со стороны Шопенгауэра также критике подвергалась т. н. рыцарская мораль Средневековья, так как с точки зрения данной морали, по мнению Шопенгауэра, человек считался обязанным мстить за небольшие обиды, признаки неуважения, неравноценно суровее причиненному вреду, что влечет за собой негативные последствия для общественного порядка. В противовес ей Шопенгауэр приводил мораль античности, когда человек либо вовсе не реагирует на незначительные оскорбления, либо передает суду власть разрешить споры с обидчиком.

## Критика
Э. Гартман писал: «Философия Шопенгауэра заключается в положении: только воля есть вещь сама в себе, сущность мира. Отсюда представление есть, очевидно, случайный продукт мозга, и в целом мире есть только тот разум, который заключается в случайно возникших мозгах. Итак, если в бессмысленном и неразумном мире, возникшем из абсолютно слепого начала есть какой-нибудь смысл, то этим мир обязан случаю! Надобно удивляться премудрости Бессознательного, которое создало в Шопенгауэре особого, хотя одностороннего, гения для разработки такого бедного начала, как абсолютное безумие, в его изолированности».
Видный немецкий учёный Ульрих фон Виламовиц-Мёллендорф, называя Шопенгауэра и его последователей шарлатанами, отмечал, что «сразу почувствовал ущербность их мысли» и понял, что «они — не всерьёз».

## Издания по-русски
Тексты Шопенгауэра переводились и издавались по-русски и до революции 1917 года.
В 1880 году российский поэт Афанасий Афанасьевич Фет  завершил работу над переводом первого тома работы "Мир как воля и представление" Артура Шопенгауэра. Через год вышло первое русское издание: Мир как воля и представление / Артур 
Шопенгауэр; Пер. [1 т. «Die Welt als Wille und Vorstellung»] А. Фета; [Предисл.: Н. Страхов]. — Санкт-Петербург: тип. М.М. Стасюлевича, 1881. — XXXVI, 490 с.
В 1897 году  книга "Мир как воля и представление"  вышла в Санкт-Петербурге, издание А. С. Суворина, в переводе Ф. В. Вишневского (Черниговца).
После 1991 были как переиздания, так и новые переводы его книг. Одно из недавних изданий: "Артур Шопенгауэр. Мир как воля и представление. Афоризмы житейской мудрости. Пер. Ю. Айхенвальда." М. 2022 год.